# Благодатне (Одеський район)
Благода́тне — село Доброславської селищної громади Одеського району Одеської області в Україні. Населення становить 222 осіб.

## Історія
Міттельсфельд/Mittelsfeld; також Шахлацьке, до 1917 — католицьке село в Херсонській губернії, Одеський повіт, Антоно-Кодинцевська волость; у радянський період — Одеська область, Комінтернівський (Антоно-Кодинцевський) район. Католицький прихід Северинівка. Кооперативна лавка, Початкова школа, хата-читальня (1926). Мешканці: 94 (1887), 183 (1896), 299 (1916), 200 (1919), 403 (1926).

## Населення
Згідно з переписом УРСР 1989 року чисельність наявного населення села становила 295 осіб, з яких 136 чоловіків та 159 жінок.
За переписом населення України 2001 року в селі мешкали 222 особи.

### Мова
Розподіл населення за рідною мовою за даними перепису 2001 року:
| Мова            | Кількість | Відсоток |
| --------------- | --------- | -------- |
| українська      | 204       | 91.89%   |
| російська       | 12        | 5.41%    |
| болгарська      | 2         | 0.90%    |
| німецька        | 2         | 0.90%    |
| білоруська      | 1         | 0.45%    |
| інші/не вказали | 1         | 0.45%    |
| Усього          | 222       | 100%     |